# Rex Lease
Rex Lease, de son vrai nom Rex Lloyd Lease, est un acteur américain né le 11 février 1903 à Central City (Virginie-Occidentale) et mort le 3 janvier 1966 à Van Nuys (Californie).

## Biographie
Il a joué dans plusieurs centaines de films et de téléfilms.

## Filmographie partielle
- 1925 : Easy Money d'Albert S. Rogell : Red
- 1925 : The Last Edition de Emory Johnson : Clarence Walker
- 1926 : The Last Alarm d'Oscar Apfel
- 1928 : La Mauvaise Route (The Law of the Range) de William Nigh : Solitaire Kid
- 1928 : Riders of the Dark de Nick Grinde
- 1929 : Two Sisters de Scott Pembroke : Allan Rhodes
- 1930 : Sunny Skies de Norman Taurog : Jim Grant
- 1930 : The Utah Kid de Richard Thorpe : Cal Reynolds
- 1930 : Trois de la cavalerie (Troopers Three) de B. Reeves Eason et Norman Taurog : Eddie Haskins
- 1931 : Quartier chinois (Chinatown After Dark) de Stuart Paton : Jim Bonner
- 1931 : In Old Cheyenne (en) de Stuart Paton : Jim Cheyenne
- 1932 : The Monster Walks de Frank R. Strayer : Ted Clayton
- 1935 : Rough Riding Ranger de Elmer Clifton : Caporal Daniels / Tombstone Kid
- 1936 : Les Vengeurs de Buffalo Bill (en) (Custer's Last Stand) d'Elmer Clifton : Kit Cardigan / John C. Cardigan
- 1936 : Ten Laps to Go de Elmer Clifton
- 1937 : The Silver Trail (en) de Bernard B. Ray : Bob Crandall
- 1937 : Heroes of the Alamo (en) de Harry L. Fraser : William B. Travis
- 1939 : The Lone Ranger Rides Again de William Witney et John English : Evans
- 1940 : One Man's Law de George Sherman
- 1940 : Le Fantôme du cirque (The Shadow) de James W. Horne
- 1940 : Les Gangsters du Texas (Under Texas Skies) de George Sherman : Jim Marsden
- 1940 : À la rescousse (The Trail Blazers) de George Sherman : Reynolds
- 1940 : Lone Star Raiders de George Sherman : Fisher
- 1940 : A Chump at Oxford de Alfred J. Goulding
- 1941 : Death Valley Outlaws de George Sherman
- 1941 : Outlaws of Cherokee Trail de Lester Orlebeck : le faux Marshall
- 1941 : Le Cavalier fantôme (The Phantom Cowboy) de George Sherman
- 1942 : In Old California de William C. McGann
- 1942 : Arizona Terrors de George Sherman : Briggs
- 1942 : La Cicatrice (The Silver Bullet) de Joseph H. Lewis
- 1942 : The Cyclone Kid de George Sherman
- 1945 : Flame of Barbary Coast de Joseph Kane : Collingswood
- 1945 : Le Prix du bonheur  (You Came Along) de John Farrow
- 1945 : La Femme du pionnier (Dakota) de Joseph Kane
- 1946 : The Crimson Ghost de William Witney et Fred C. Brannon : Bain
- 1950 : Curtain Call at Cactus Creek de Charles Lamont : Yellowstone
- 1950 : Singing Guns de R. G. Springsteen
- 1953 : La Taverne des révoltés (The Man Behind the Gun) de Felix E. Feist (rôle non crédité)